# Морозов, Павел Иванович (генерал-майор)
Павел Иванович Морозов (16 февраля 1898 года, слобода Павловка, Павловская волость, Обоянский уезд, Курская губерния — 6 января 1975 года, Киев) — советский военный деятель, генерал-майор (27 июня 1945 года).

## Начальная биография
Павел Иванович Морозов родился 16 февраля 1898 года в слободе Павловка ныне Усланского сельсовета Обоянского района Курской области.

## Военная служба

### Первая мировая и гражданская войны
В феврале 1917 года призван в ряды Русской императорской армии и направлен в 109-й запасной пехотный полк, дислоцированный в Челябинске, а в июле переведён в запасной Кексгольмский полк, дислоцированный в Петрограде. В ноябре был демобилизован из рядов армии.
15 октября 1918 года призван в ряды РККА и направлен красноармейцем в отдельный запасной батальон, дислоцированный в Мценске, а в феврале 1919 года — на учёбу на 1-е Московские пехотные курсы, в составе которых принимал участие в боевых действиях на Южном фронте на территории Воронежской губернии и области Войска Донского, а в период с октября по ноябрь — в боевых действиях на Петроградском фронте против войск под командованием Н. Н. Юденича. После окончания курсов в июле 1920 года был назначен на должность командира взвода в составе 24-го стрелкового полка (8-я стрелковая бригада, Запасная Армия Республики), а затем переведён на эту же должность в 133-й стрелковый полк (45-я стрелковая дивизия, Южный фронт), после чего принимал участие в боевых действиях против войск под командованием П. Н. Врангеля. С 8 ноября 1920 года лечился в госпитале и после выздоровления в марте 1921 года служил в 134-м стрелковом полку той же 45-й стрелковой дивизии на должностях переписчика и командира взвода.

### Межвоенное время
В апреле 1922 года П. И. Морозов направлен на учёбу на повторные курсы среднего комсостава в Одессе, после расформирования которых был переведён в Высшую объединённую военную школу имени Главкома С. С. Каменева в Киеве, после окончания которых 3 июля 1923 года направлен в 43-й стрелковый полк (15-я стрелковая дивизия), где служил на должностях командира взвода, стрелковой и учебной рот и помощника командира батальона.
В июне 1932 года назначен на должность командира батальона в составе 132-го Смолянского стрелкового полка (58-я стрелковая дивизия), в марте 1936 года — на должность командира учебного батальона в составе 89-го стрелкового полка (97-я стрелковая дивизия), в январе 1938 года — на должность помощника командира по строевой части 180-го Овручского стрелкового полка (60-я стрелковая дивизия), в мае — на должность командира 39-го отдельного пулемётного батальона (97-я стрелковая дивизия), а в декабре того же года — на должность начальника штаба Старо-Константиновского укреплённого района.
В ноябре 1939 года майор П. И. Морозов переведён начальником окружных курсов младших лейтенантов Киевского военного округа, 2 сентября 1940 года — командиром 718-го стрелкового полка (139-я стрелковая дивизия), дислоцированного в городе Чертков, а в декабре того же года — заместителем командира 131-й моторизованная дивизии (9-й механизированный корпус), дислоцированной в городе Новоград-Волынский.

### Великая Отечественная война
С началом войны 131-я моторизованная дивизия принимала участие в боевых действиях в ходе приграничного сражения на Юго-Западном фронте и сражения в районе Дубно — Луцк — Броды. 10 июля 1941 года полковник П. И. Морозов назначен на должность командира этой же дивизии, которая вела оборонительные боевые действия на рубеже Новоград-Волынский, Коростень, южнее Народичи, Козелец, Борисполь, а 29 июля была преобразована в 131-ю стрелковую. С августа дивизия вела боевые действия в ходе Киевской оборонительной операции, во время которой 22 сентября попала в окружение, а с 25 сентября отступала по направлению на восток через Нежин, Ворожба, Бахмач, Курск, в ходе чего был легко ранен. После выхода из окружения полковник П. И. Морозов с 31 октября находился в распоряжении Военного совета Юго-Западного фронта и 25 ноября назначен на должность командира 81-й стрелковой дивизии, однако фактически в должность не вступил и 11 декабря 1941 года назначен на должность командира 339-й стрелковой дивизии, которая вела оборонительные боевые действия на Миус-фронте в районе села Матвеев Курган, а с июня 1942 года — в районе Ростова-на-Дону. 11 августа в связи с оставлением города полковник П. И. Морозов был снят с занимаемой должности и в сентябре назначен заместителем командира 31-й стрелковой дивизии (18-я армия, Черноморская группа войск Закавказского фронта), которая вела оборонительные боевые действия на лазаревском направлении.
13 декабря 1942 года назначен на должность заместителя командира 83-й горнострелковой дивизии, которая в ходе Северо-Кавказской наступательной операции вела наступательные боевые действия в районе Туапсе, Шаумяна, Новогеоргиевского и Джубги. 4 марта 1943 года полковник П. И. Морозов назначен на должность командира этой же 83-й горнострелковой дивизии, а 9 апреля — на должность командира 20-й горнострелковой дивизии, которая вела боевые действия в районе станиц Неберджаевская и Крымская, а также на Кубанских плавнях, а с сентября после прорыва «Голубой линии» противника — севернее Новороссийска.
В декабре 1943 года П. И. Морозов направлен на учёбу на ускоренный курс при Высшей военной академии имени К. Е. Ворошилова, после окончания которого с августа 1944 года находился в распоряжении Военного совета 1-го Украинского фронта, где 16 сентября назначен на должность командира 181-й стрелковой дивизии, ведшей боевые действия на Сандомирском плацдарме. С ноября находился на лечении в госпитале по болезни и после выздоровления 13 января 1945 года назначен на прежнюю должность командира 181-й стрелковой дивизии, которая вскоре принимала участие в боевых действиях в ходе Висло-Одерской, Сандомирско-Силезской и Нижнесилезской наступательных операций.

### Послевоенная карьера
2 июля 1945 года назначен на должность заместителя командира 37-го гвардейского стрелкового корпуса (Центральная группа войск, с февраля 1946 года — Московский военный округ). В период с 28 марта 1946 года по 4 апреля 1947 года исполнял должность командира этого же корпуса.
В марте 1950 года направлен на учёбу на курсы усовершенствования командиров стрелковых дивизий при Военной академии имени М. В. Фрунзе, после окончания которых в апреле 1951 года назначен на должность начальника военной кафедры Киевского государственного университета.
Генерал-майор Павел Иванович Морозов 25 сентября 1953 года вышел в отставку по болезни. Умер 6 января 1975 года в Киеве. Похоронен на Лукьяновском военном кладбище.

## Награды
- Орден Ленина (21.02.1945);
- Три ордена Красного Знамени (16.03.1943, 03.11.1944, 20.06.1949);
- Орден Суворова 2 степени (29.05.1945);
- Орден Отечественной войны 1 степени (07.11.1943);
- Медали.